# مركبة فضائية آلية

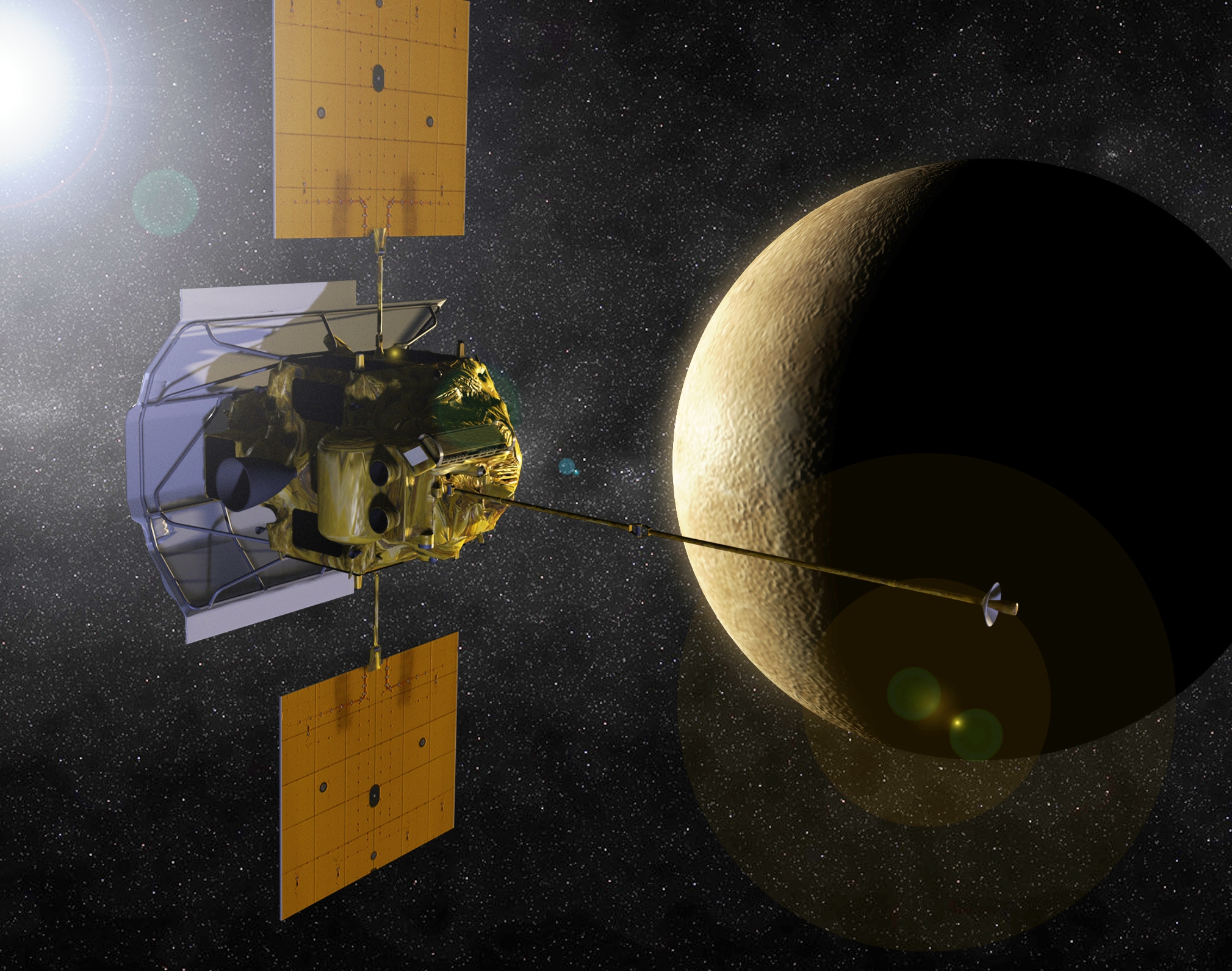
رسم تخيلي للمسبار ميسنجر

السفينة الفضائية الآلية هي سفينة فضائية لا تحمل على متنها أي إنسان، وعادة ما تكون تحت سيطرة التحكم عن بعد. وهذه السفن فضائية الآلية تهدف إلى إجراء قياسات للبحث العلمي وغالبا ما تسمى مسبار فضائي.العديد من البعثات الفضائية تكون ملائمة للتحكم عن بعد بدلا من أن يتكون طاقمهامن بشر نظرا لانخفاض التكلفة وانخفاض عوامل المخاطر. وبالإضافة إلى ذلك، بعض الرحلات إلى الكواكب مثل كوكب الزهرة أو على مقربة من كوكب المشتري هي بيئة غير مناسبة للحياة البشرية ضمن التقنية الحالية. كما أن الكواكب الخارجية مثل زحل وأورانوس ونبتون بعيدة جدا من اجل الوصول إليها بتقنية تحوي رواد فضاء لذلك فإن المسبارات الفضائية هي التقنية الوحيدة المتاحة الآن.
تعتبر العديد من الأقمار الاصطناعية (قمر صناعي) والسفن الفضائية إضافة إلى عربة فضائية مسبارات

## تاريخ المسبارات
كانت أول مهمة فضائية هي سبوتنك-1 وهو قمر صناعي وضع في مدار الأرض من قبل الإتحاد السوفييتي في 4 تشرين الأول 1957.و في يوم 3 تشرين الثاني 1957 قامت الاتحاد السوفيتي بإطلاق سبوتنيك 2 والذي حمل أول حيوان حي في الفضاء وهي الكلبة لاكي.
تم تنسيق معظم بعثات المسبارات الفضائية الأميركية من مختبر الدفع النفاث، والبعثات الأوروبية عن طريق المركز الأوروبي للعمليات الفضائية، وهي جزء من وكالة الفضاء الأوروبية (ايسا). وقد أجرت وكالة الفضاء الأوروبية بيعثات أقل نسبيا في الماضي (البعثة جيوتو، الذي واجه مذنب هالي)، ولكن في السنوات الأخيرة ازداد عدد المهمات (مثل روسيتا، مارس اكسبريس، فينوس إكسبريس). وتم إطلاق العديد من المهمات بالتعاون مع ناسا. وكانت هناك العديد من البعثات الفضائية الروسية الناجحة. وكانت هناك أيضا البعثات اليابانية قليلة، والصينية والهندية